# 제임슨 파커

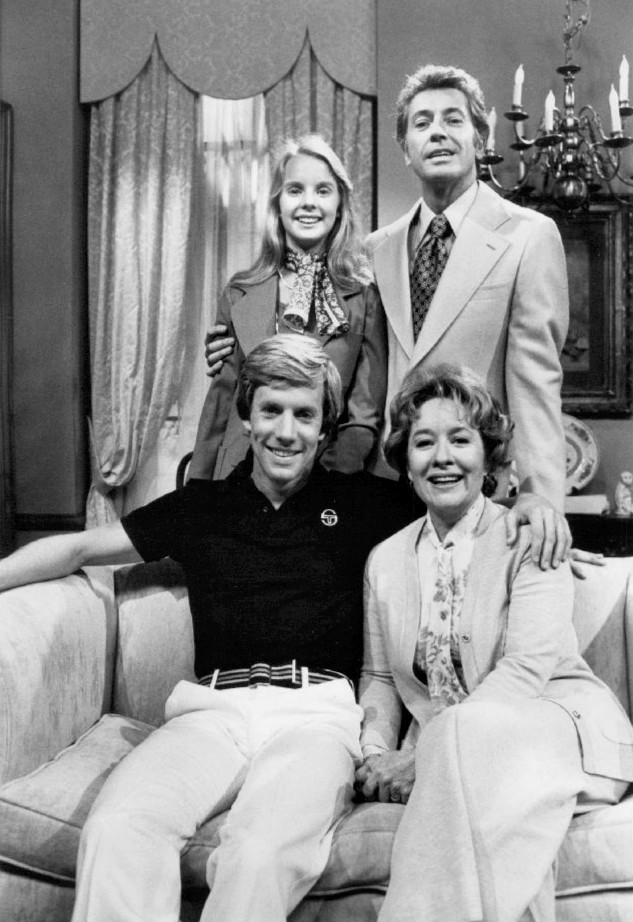

제임슨 파커(Jameson Parker, 1947년 11월 18일 ~ )는 미국의 배우, 영화 제작자이다.
볼티모어에서 태어났다.

## 출연 작품
- 씽씽블루 (1997년)
- 지금 남편이 나를 때려요 (1993, Dead Before Dawn)
- 마법의 눈 (1991년)
- 스파이 (1989년)
- 프린스 오브 다크니스 (1987년)
- 줄리아를 아시나요? (1986년)
- 아메리칸 저스티스 (1986년)
- 카리브해의 비밀 (1983년)
- 마견 (1982년)
- 칼리의 아들 (1981년)
- 스몰 서클 오브 프렌즈 (1980년)
- 벨 자 (1979년)
- 위민 엣 웨스트 포인트 (1979년)

### 텔레비전
- 원 라이프 투 리브 (1976-78)
- 달리는 사이먼 (1981-89)
- 쾌걸 매버릭 (1982)